# Ovis canadensis sierrae
Cừu sừng lớn Sierra Nevada (Danh pháp khoa học: Ovis canadensis sierrae) là một phân loài của loài cừu sừng lớn Ovis canadensis. Đây là một phân loài độc đáo đến từ vùng núi Sierra Nevada của California. Cừu núi Sierra Nevada được liệt kê như là một phân loài nguy cơ tuyệt chủng của liên bang vào năm 2000. Ngày nay, có khoảng 500 cá thể cừu núi Sierra vẫn còn trong điều kiện hoang dã.

## Đặc điểm

### Mô tả
Mặc dù loài cừu núi thì có màu từ nâu nhạt cho đến xám nhạt hoặc nâu sôcôla dù vậy, cừu núi Sierra có màu sắc từ trắng đến màu nâu sẫm, với một cái mông trắng và cái đuôi đen. Có một số thay đổi theo mùa trong màu do việc rụng một lớp dày hơn vào mùa đông. Vó của chúng được chuyên biệt có đế dính cung cấp lực kéo mạnh để leo trèo trong điều kiện địa hình dốc ở vùng núi đá.
Cừu cái có thể nặng tới 155 pounds (70 kg) và ngắn hơn, sừng hẹp, trong khi cừu núi đực có thể nặng tới £220 (100 kg) và có tầm vóc lớn, sừng cong. Những chiếc sừng của cả đực và con cừu cái được cấu tạo từ một lớp keratin dày đặc bao gồm một lõi của xương. Cừu đực có lõi sừng lớn, mở rộng xoang và trán, và vách xương bên trong. Những thích nghi này phục vụ để bảo vệ não bộ bằng cách hấp thụ các tác động của các cuộc đụng độ. 

### Tập tính
Chúng từng sống thành từng đàn lớn, và thường không tuân theo một con đực lãnh đạo duy nhất, cừu núi Sierra thích giao du, với quy mô nhóm và thành phần phụ thuộc vào giới tính và mùa. Ngoại trừ trong mùa giao phối, Chúng thường có không gian tách biệt theo giới tính. Cừu núi cái nói chung vẫn có tổ chức đàn trong đó nơi chúng đã được sinh ra. Những con đực lớn hơn hai tuổi vẫn còn ngoài con cái và con đực trẻ hơn hầu hết vẫn ở lại đàn cho đến hết năm.
Các nhóm đến với nhau vào cuối mùa thu và mùa đông và tập trung trong môi trường sống thích hợp mùa đông. Trong thời gian này, con đực cạnh tranh cho sự thống trị với các hành vi như các cuộc đọ sừng. Chăn nuôi diễn ra vào cuối mùa thu. Săn sóc trừu xảy ra từ cuối tháng Tư và đầu tháng Bảy trên sườn núi đá dốc đứng nơi đối với chung là tương đối an toàn khỏi các kẻ thù.

### Khẩu phần
Cừu núi Sierra là động vật ăn cỏ nhai lại và có dạ dày bốn ngăn. Chúng chủ yếu là vật ăn cỏ, tiêu thụ các loại cỏ khác nhau, hoa, và thảm thực vật thân gỗ tùy theo mùa và địa điểm. Trong tự nhiên, bãi liếm muối khoáng cung cấp các khoáng chất cần thiết cho sự phát triển xương và cơ. 

### Sinh sản

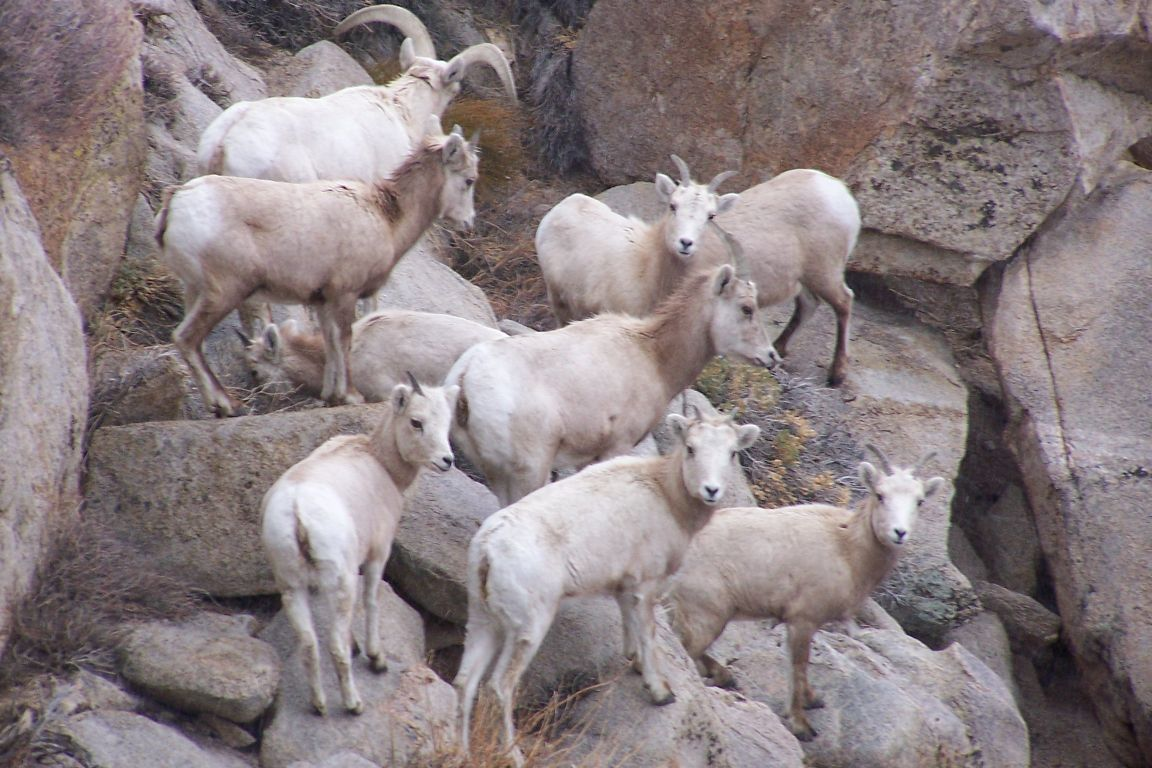
Một đàn cừu cái và cừu non

Không giống như các con cừu mouflon, tổ tiên của những con cừu nhà, trong đó có một hệ thống phân cấp thống trị nghiêm ngặt. Trước khi mùa giao phối các con cừu đực cố gắng để thiết lập một hệ thống phân cấp thống trị để xác định quyền tiếp cận với cừu cái để giao phối.
Trong thời gian này, hầu hết các sừng va chạm đặc trưng xảy ra giữa các đực, mặc dù hành vi này có thể xảy ra với một mức độ giới hạn trong suốt cả năm. Hai đối thủ cạnh tranh đi ra xa nhau và sau đó lần lượt đối mặt với nhau khác trước khi nhảy và bạng vào nhau. Tuổi thọ trung bình của con cừu núi Sierra đực và con cừu cái đã được quan sát là từ 8-12 năm. 

## Phân bố
Cừu núi Sierra được tìm thấy trong các phần của Sierra Nevada từ Vườn quốc gia Yosemite đến Olancha Peak. Phạm vi phân bố xảy ra từ các cơ sở đông của dãy thấp 4.790 feet (1.460 m) đến đỉnh cao trên 14.100 feet (4.300 m). Cừu núi Sierra sinh sống khu vực mở nơi có đất đá, thảm thực vật thưa thớt, và được đặc trưng bởi các sườn dốc và hẻm núi. Wehausen cung cấp một mô tả chi tiết của môi trường sống ở Sierra nơi cừu núi sống khắp phạm vi của chúng.
Cừu núi thích sống ở vùng mặt đất mở với khả năng quan sát tốt để phát hiện những kẻ săn mồi tốt hơn và cho phép đủ thời gian để chạy lên dốc, vùng núi đá (địa hình thoát hiểm), Rừng và vùng rú rậm rạp. Hầu hết chúng sống ở độ cao từ 10,000-14,000 feet (3,000-4,300 m) ở các khu vực bán núi đồi và núi cao trong mùa hè. Trong mùa đông, một số cừu núi chiếm những nơi có độ dốc cao, rặng núi lộng gió, trong khi những cá thể khác di chuyển đến độ cao thấp hơn để tránh tuyết sâu và tìm thức ăn 

## Nguy cơ
Nhiều thế kỷ săn bắn không được kiểm soát, dịch bệnh, và sư tử núi ăn thịt dẫn đến một tổn thất, mất mát nặng nề về dân số cừu núi Sierra. Đến năm 1970 có khoảng 250 loài động vật vẫn còn sống, chỉ chiếm hai khu vực nhỏ trong phạm vi rộng lớn trước đây của Chúng. Translocations do Sở California Cá và Động vật hoang dã (CDFW) đã giúp để thiết lập lại các đàn cừu này trong môi trường sống lịch sử, nhưng bất chấp những nỗ lực, tổng số chúng vẫn đạt mức thấp khoảng 100 tổng số cá thể trong năm 1995. Vào ngày 03 Tháng 1 năm 2000, Cừu núi Sierra đã được liệt kê như là một phân loài nguy cơ tuyệt chủng của liên bang.
Năm 1999, CDFW được làm cơ quan đầu mối chịu trách nhiệm về thực hiện việc phục hồi dân số cừu núi Sierra. Với sự quyết tâm cao độ và tinh thần trách nhiệm cao của các cơ quan liên bang Mỹ, phân loài này đã được quan tâm đúng mức để có những cứu vãn kịp thời và đạt được một số hiệu quả nhất định. Một nhóm các bên liên quan soạn thảo các kế hoạch phục hồi Cừu Sierra Nevada, và CDFW hình thành các Chương trình làm việc để phục hồi đàn cừu này hướng tới các mục tiêu của Kế hoạch phục hồi. Kể từ đó điều kiện đã được đặc biệt thuận lợi cho sự tăng trưởng dân số, với tổng số số lượng cá thể đạt khoảng 250 đến năm 2002 và khoảng 500 vào năm 2013.
Chương trình phục hồi vẫn tiếp tục theo dõi sự tăng trưởng dân số, vận dụng môi trường sống, và phân tích nguyên nhân cụ thể của tỷ lệ tử vong của cừu núi Sierra, và để thực hiện việc chuyển đổi địa hình sống trong một nỗ lực để đạt được mục tiêu phục hồi số lượng cừu. Trong năm 2014, mười bốn con cừu núi Sierra Nevada đã được đưa bằng đường bay (di lý) tới Big Arroyo tại Vườn Quốc gia Sequoia qua máy bay trực thăng để thiết lập một dân số ở bên phía tây của dãy Sierra Crest.